# Jonathan Kasdan
Jonathan (Jon) Kasdan (Los Angeles, 30 september 1979) is een Amerikaanse film-televisieregisseur, scenarioschrijver en acteur. 

## Biografie
Jonathan Kasdan werd op 30 september 1979 geboren in Los Angeles als de zoon van regisseur/scenarist Lawrence Kasdan. Hij maakte zijn acteerdebuut in 1983 in zijn vaders film The Big Chill. Eind jaren '90, begin 2000 werkte hij als regisseur, scenarist en acteur aan verschillende Amerikaanse televisieseries. Zijn debuut als filmregisseur maakte hij in 2007 met In the Land of Women, dat reeds in 2006 in première ging op het Filmfestival van Cannes. 
Op 17-jarige leeftijd werd bij Kasdan de ziekte van Hodgkin vastgesteld. 

## Filmografie

### Als regisseur en scenarist
| Jaar        | Productie               | Functie                           | Opmerking            |
| ----------- | ----------------------- | --------------------------------- | -------------------- |
| 2000        | Freaks and Geeks        | Scenarist                         | 1 aflevering         |
| 2000 - 2002 | Dawson's Creek          | Scenarist                         | 4 afleveringen       |
| 2007        | In the Land of Women    | Regisseur Scenarist               | Debuut filmregisseur |
| 2012        | The First Time          | Regisseur Scenarist               |                      |
| 2016        | Roadies                 | Regisseur                         | 2 afleveringen       |
| 2018        | Solo: A Star Wars Story | Scenarist                         |                      |
| 2022-2023   | Willow                  | Scenarist en uitvoerend producent | 8 afleveringen       |

### Als acteur (selectie)
| Jaar        | Productie               | Rol                    | Opmerking      |
| ----------- | ----------------------- | ---------------------- | -------------- |
| 1983        | The Big Chill           | Harold en Sarah's zoon |                |
| 1990        | I Love You to Death     | Dominic Boca           |                |
| 1999        | Freaks and Geeks        | Tommy                  | 1 aflevering   |
| 2002        | Slackers                | Barry                  |                |
| 2003        | Dreamcatcher            | Defuniak               |                |
| 2011 - 2014 | Californication         | Regisseur              | 9 afleveringen |
| 2018        | Solo: A Star Wars Story | Bink Otauna            |                |